# Jonas H. Ingram
Jonas Howard Ingram né le 15 octobre 1886 à Jeffersonville (Indiana) et décédé le 9 septembre 1952 à San Diego (Californie), est un amiral américain qui a participé à la Première et à la Seconde Guerre mondiale.

## Biographie

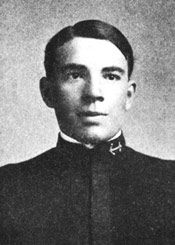
Jonas H. Ingram en 1919.

### Études
Ingram étudie au lycée de Jeffersonville et à la Culver Academies d'Indiana, avant d'intégrer l'Académie navale d'Annapolis en 1903, à l'âge de 17 ans. Membre des équipes d'aviron et de football, ses exploits athlétiques lui valent d'être inscrit au College Football Hall of Fame en 1968.
Plus tard, en tant que lieutenant, Ingram sera nommé entraîneur de football américain de l'académie navale d'Annapolis, poste qu'il occupera pendant deux saisons, de 1915 à 1916.

### Début de carrière
Après avoir obtenu son diplôme en 1907, Ingram sert sur plusieurs cuirassés, croiseurs et destroyers. En tant qu'officier responsable de la tourelle du cuirassé Arkansas, il établit le record du monde de tir avec un canon de 305 mm. Le 22 avril 1914, il débarque à Veracruz, au Mexique, avec le bataillon de marine de l'Arkansas, ce qui lui vaudra la Medal of Honor pour « conduite distinguée au combat » et « conduite habile et efficace de l'artillerie et des mitrailleuses ».

### Première Guerre mondiale
Pendant la Première Guerre mondiale, il reçoit la Navy Cross pour ses services au sein du personnel du contre-amiral Hugh Rodman dans l'Atlantic Fleet.
Il est nommé au grade de commandant en 1924, et prend les commandes du destroyer Stoddert (en) avant de revenir à l'Académie navale pour servir à la fois comme directeur sportif et responsable du football de 1926 à 1930.
Ingram commande ensuite le cuirassé Pennsylvania pendant un temps, avant de servir comme officier responsable de la Direction des relations publiques.
Avant sa promotion au grade de capitaine en 1935, Ingram sert en tant qu'aide au secrétariat de la Marine, et retourne en mer en tant que commandant du Destroyer Squadron 6.

### Seconde Guerre mondiale
Durant les premières années de la Seconde Guerre mondiale, Ingram est promu au grade de contre-amiral le 10 janvier 1941 et sert comme commandant de la 3e Task Force avant sa promotion en septembre 1942 comme commandant de la Force de l'Atlantique Sud, avec le grade de vice-amiral. Cette force, dont le siège est au Brésil, a pour but de surveiller les eaux côtières du sud de l'équateur et dans la zone de l'Atlantique Sud. Le commandement de l'amiral Ingram inclut des unités aériennes. Il assure l'équipement et la formation de la marine brésilienne lors de leurs opérations de combat contre les sous-marins et des raiders allemands. Il coordonne les services de secours maritimes et aériens qui seront plus tard déployés dans la Pacifique. Pour ces brillances actions, il reçoit la Navy Distinguished Service Medal avec étoile.
Le 15 novembre 1944, il est nommé commandant en chef, de l'Alantic Fleet, avec le grade d'amiral. Il joue un rôle majeur pour assurer le flux continu des troupes et du matériel vers l'Europe à travers l'Atlantique au cours des phases ultérieures de la Seconde Guerre mondiale. Il dirigé également les efforts de la Flotte de l'Atlantique pour contenir et détruire la flotte d'U-Boote allemand. Pour le service exceptionnellement méritoire lors de son commandement, il reçoit une deuxième étoile sur sa Navy Distinguished Service Medal.

### Après la guerre
Après la fin de son service en tant que commandant en chef de l'Atlantic Fleet en septembre 1946, il prend sa retraite le 1er avril 1947 après 44 ans de service.
Ingram est ensuite nommé commissaire de la All-America Football Conference. Il reste à ce poste jusqu'à sa démission en 1949, devenant alors vice-président de la Reynolds Metals Company.
En août 1952, il est victime d'une crise cardiaque alors qu'il est le directeur de l'école d'été de la Culver Academies. Il est frappé par une autre attaque le 9 septembre, et est emmené à l'hôpital naval américaine de San Diego, en Californie. Il décède le lendemain soir.